# Par (Cornouailles)

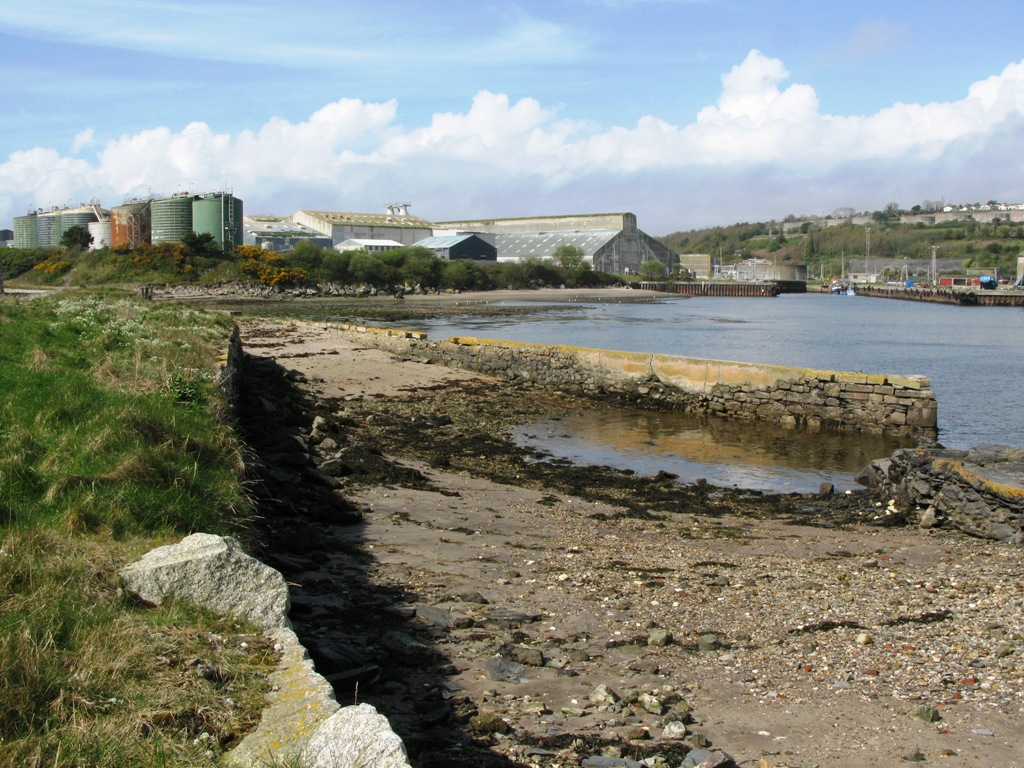
Le port de Par

Par (en cornique : Porth) est un village et port de pêche sur la côte sud des Cornouailles, en Angleterre du Sud-Ouest au Royaume-Uni.

## Personnalités liées à la ville
- Daphne du Maurier (1907-1989),  romancière, nouvelliste et dramaturge, y est morte.